# エドモンド・フィッツジェラルド (貨物船)
座標: 北緯46度59.91分 西経85度06.6分 / 北緯46.99850度 西経85.1100度
エドモンド・フィツジェラルド (SS Edmund Fitzgerald) とは、1958年6月8日に製造された、アメリカの貨物船である。当時最大の貨物船であった。
1975年11月10日、強風、雪の中スペリオル湖を航行中に突然行方がわからなくなり、その後湖底で2つに割れた状態で沈んでいるのを発見された。五大湖史上最悪の事故として、その名を語り継がれている。

## 概要
Northwestern Mutual Life Insurance Companyによって計画されたこの船は、1957年2月1日に船体番号301として竣工。
1958年9月の処女航海を経て、五大湖の貨物運用に就いた。
竣工式のときに造船所のキールブロックがうまく外れず、そのまま桟橋に勢いよく激突するトラブルがあった。

## 歴史

### 最後の航海と難破
1975年11月9日、強風警報が出ていたにもかかわらず、エドモンド・フィツジェラルド号は26,116tのタコナイトを積載して、ウィスコシン州スペリオルを出港し、ミシガン州デトロイトへ向かった。10日未明、強風がさらにひどくなり、航路をスペリオル湖北岸沿いに変更し、エドモンド・フィツジェラルド号の後を続いていたアンダーソン号にもそのように告げた。波の高さは3mを超え、強風がさらにひどくなり、雪が降り始めた。約16マイル離れていたアンダーソン号から、エドモンド・フィツジェラルド号は見えなくなった。その後アンダーソン号にエドモンド・フィツジェラルド号から連絡が入り、船の上部等が損傷し、2台のポンプを使って水をくみだしていることを告げた。午後4時30分、エドモンド・フィツジェラルド号はレーダーを失い、目的地のホワイトフィッシュ・ポイントの位置を確認できなくなった。午後6時には波が7mを超える高さになっていた。午後7時10分、アンダーソン号はエドモンド・フィツジェラルド号の約9マイル先に船があることを告げた。その後エドモンド・フィツジェラルド号との通信が途絶え、エドモンド・フィツジェラルド号は雪の中、アンダーソン号の視野から消えた。アンダーソン号は捜索にでたが、空の救命ボートのみが見つかった。生存者も見つからず、その後、全員が死亡したということになった。

### その後
11月14日、ホワイトフィッシュ・ポイントから約17マイルの地点において、エドモンド・フィツジェラルド号は沈没した状態で発見された。その船体はねじれ、2つに割れていた。乗組員の遺体も一部がここで見つかったが、遺体は引き上げられず、今も湖底に安置されている。

## 付記
五大湖での大きな海難事故は、1913年11月には計18隻の貨物船が沈没し254名死亡、1940年11月11日から13日にかけて3隻が沈没し18名死亡、1958年11月18日にはミシガン湖でカール・D・ブラッドリー号が沈没し33名が死亡、1966年11月29日にはダニエル・J・モーレル号が沈没し28名が死亡した。

## エドモンド・フィッツジェラルド号を題材にした作品
- エドモンド・フィッツジェラルド号の難破－ゴードン・ライトフットが歌った歌。1976年に大流行した。